# Seán Kelly
Seán Kelly (irsk: Seán Ó Ceallaigh)(født 21. maj 1956), er en tidligere professionel cykelrytter. Kelly var en af de mest succesfulde cykelryttere i 1980'erne, og en af de bedste klassiker-ryttere verden har set. Blandt hans sejre finder man en Grand Tour-sejr, ni klassiker-sejre og syv sejre i træk i Paris-Nice.